# Bulbophyllum amplebracteatum
Bulbophyllum amplebracteatum es una especie de orquídea epifita  originaria de  	 Asia.

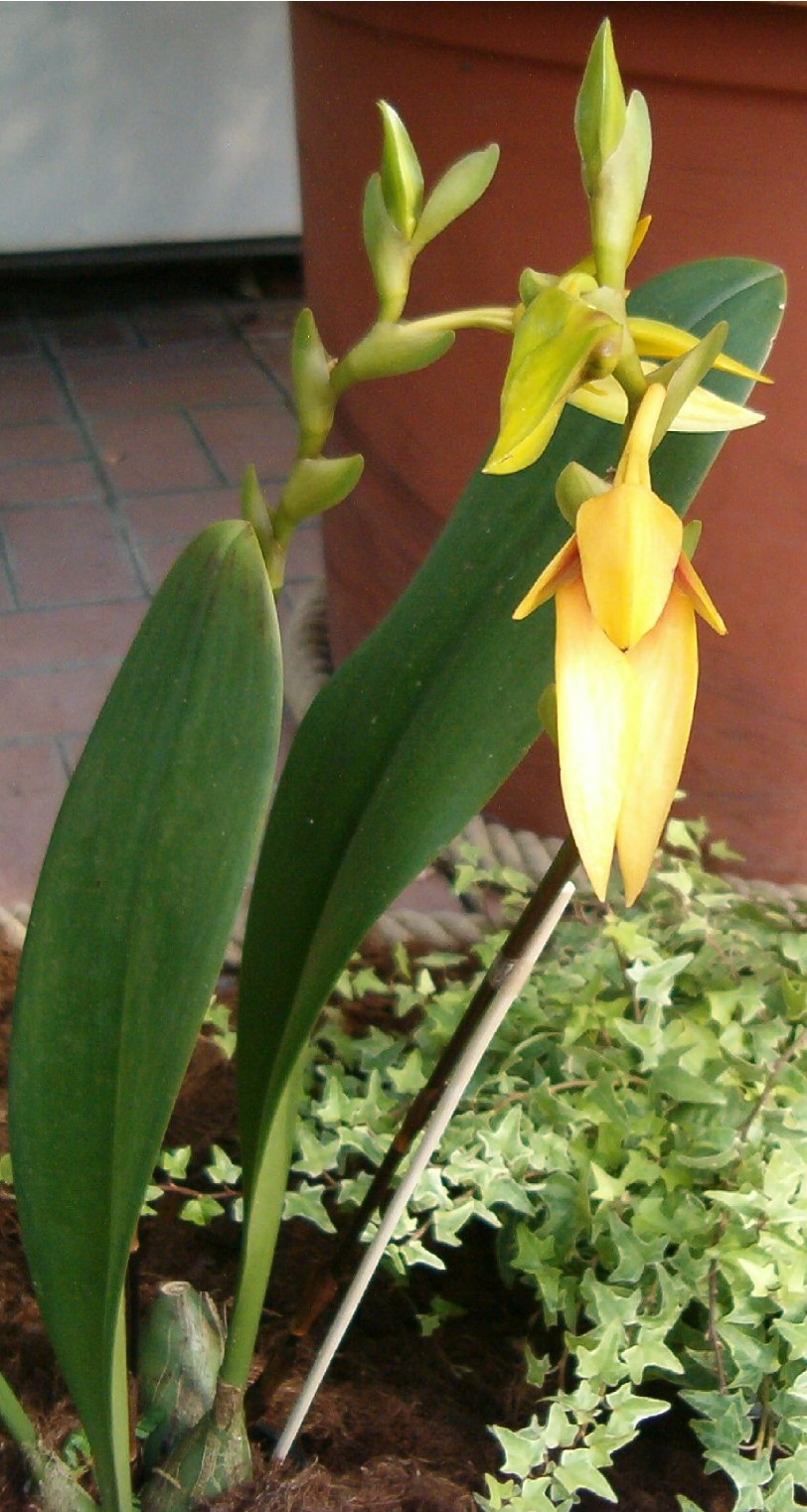
Vista de la planta

## Descripción
Es una orquídea de mediano tamaño, con hábitos epifita con una separación de 1,25-3 cm entre cada pseudobulbo ovoide que lleva una sola hoja, apical, gruesa, oblonga, obtusa, estrechandos gradualmente abajo en la base peciolada. Florece en el otoño y el invierno en una inflorescencia basal, arqueada de 48 cm de largo, abriendo sucesivamente una sola a 9 flores que puede florecer durante un periodo de 2 a 3 meses con  flores fragantes de una duración de 1 a 2 semanas.

## Distribución y hábitat
Se encuentra en las Molucas

## Taxonomía
Bulbophyllum amplebracteatum fue descrita por Teijsm. & Binn. y publicado en Natuurkundig Tijdschrift voor Nederlandsch-Indië 24: 307. 1862.
Etimología
Bulbophyllum: nombre genérico que se refiere a la forma de las hojas que es bulbosa.
amplebracteatum: epíteto latino que significa "con amplias brácteas".